# Айия-Варвара (Аттика)
А́йия-Варва́ра (греч. Αγία Βαρβάρα) — город в Греции, западный пригород Афин. Расположен на высоте 70 метров над уровнем моря у подножия Эгалео, на северо-восточном берегу залива Сароникос, напротив острова Саламин, на Афинской равнине, в 6 километрах к западу от центра Афины, площади Омониас. Административный центр одноимённой общины (дима) в периферийной единице Западные Афины в периферии Аттика. Население — 26 550 жителей по переписи 2011 года. Площадь — 2,425 квадратного километра. Плотность — 10 948,45 человека на квадратный километр. Димархом на местных выборах в 2010 году избран и в 2014 переизбран Еорьос Капланис (Γεώργιος Καπλάνης).
Город создан в 1934 году. В 1949 году (ΦΕΚ 184Α) создано одноимённое сообщество, в 1963 году (ΦΕΚ 45Α) — община.
Город назван по храму святой Варвары Илиопольской.
Город обслуживает станция Афинского метрополитена «Айия-Марина», строится станция «Айия-Варвара».

## Население
| Год  | Население, человек |
| ---- | ------------------ |
| 1920 | 33                 |
| 1951 | 3481               |
| 1961 | 13 726             |
| 1971 | 26 409             |
| 1981 | 29 259             |
| 1991 | 29 426             |
| 2001 | 31 354             |
| 2011 | ↘ 26 550           |